# Санта Марија ди Кропани (Вибо Валенција)
Санта Марија ди Кропани је насеље у Италији у округу Вибо Валенција, региону Калабрија.
Према процени из 2011. у насељу је живело 212 становника. Насеље се налази на надморској висини од 943 м.